# 平潟湾

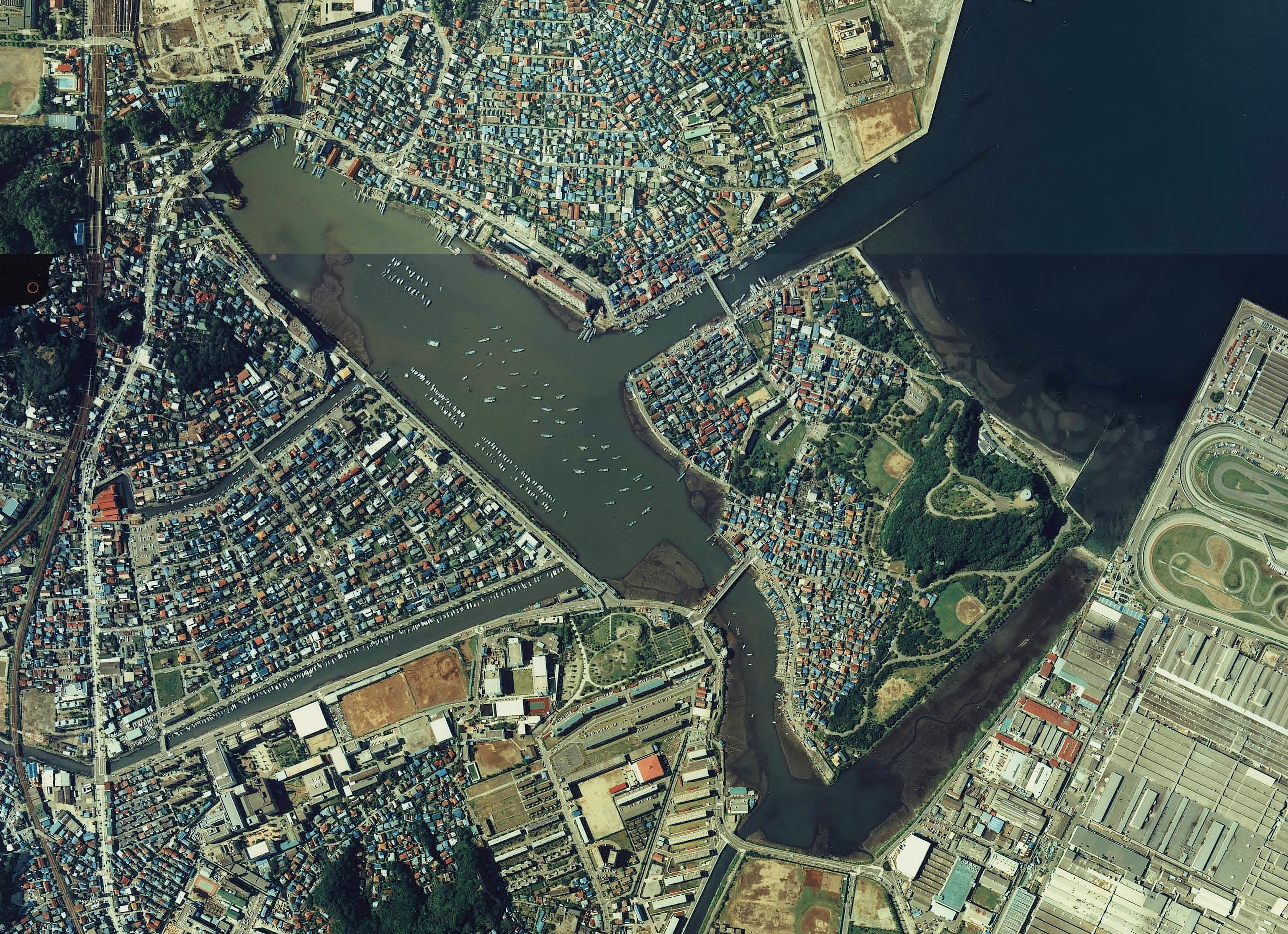
平潟湾一帯の空中写真。1983年撮影の2枚を合成作成。
。

平潟湾（ひらかたわん）は、神奈川県横浜市金沢区（一部は横須賀市）にある長さ1キロ、幅0.3キロほどの入り江。湾口には野島（金沢区野島町・乙舳町）があり、現在はその南側の野島水路と北側の野島運河を通じて東京湾に繋がる。
鎌倉時代には鎌倉の外港として栄えた。古くは現在よりはるかに広く、北岸の瀬戸（瀬戸神社付近）からさらに奥の泥亀付近、また西側の六浦方面も入り江になっていた。野島は北側の平潟町に繋がる陸繋島であり、その南側の現・横須賀市夏島町も夏島（夏島貝塚で有名）・烏帽子島を除き海であった。江戸時代には周辺が景勝地として知られ、特に「金沢八景」の1つに「平潟落雁」が挙げられている。北側の入り江は江戸から明治にかけて埋め立てられて泥亀新田となった。出口の夏島方面も明治以降埋め立てられて地続きとなり、横須賀海軍航空隊が置かれた（現在日産自動車追浜工場など）。野島・夏島町間の野島水路は土砂が堆積して塞がり（1966年には閉鎖された）、1945年には野島の北側に野島運河が掘られた。残っていた湾の南側は1966年に埋め立てられて金沢区柳町となり、現在の細長い湾が残った。戦後は狭くなった湾内に周辺（宮川、侍従川、鷹取川等）の排水が流れ込み水質汚濁がひどかったが、野島水路が1994年に再び開通したことなどから持ち直している。
金沢シーサイドラインは金沢八景駅・野島公園駅間で平潟湾を横断している。

## ギャラリー

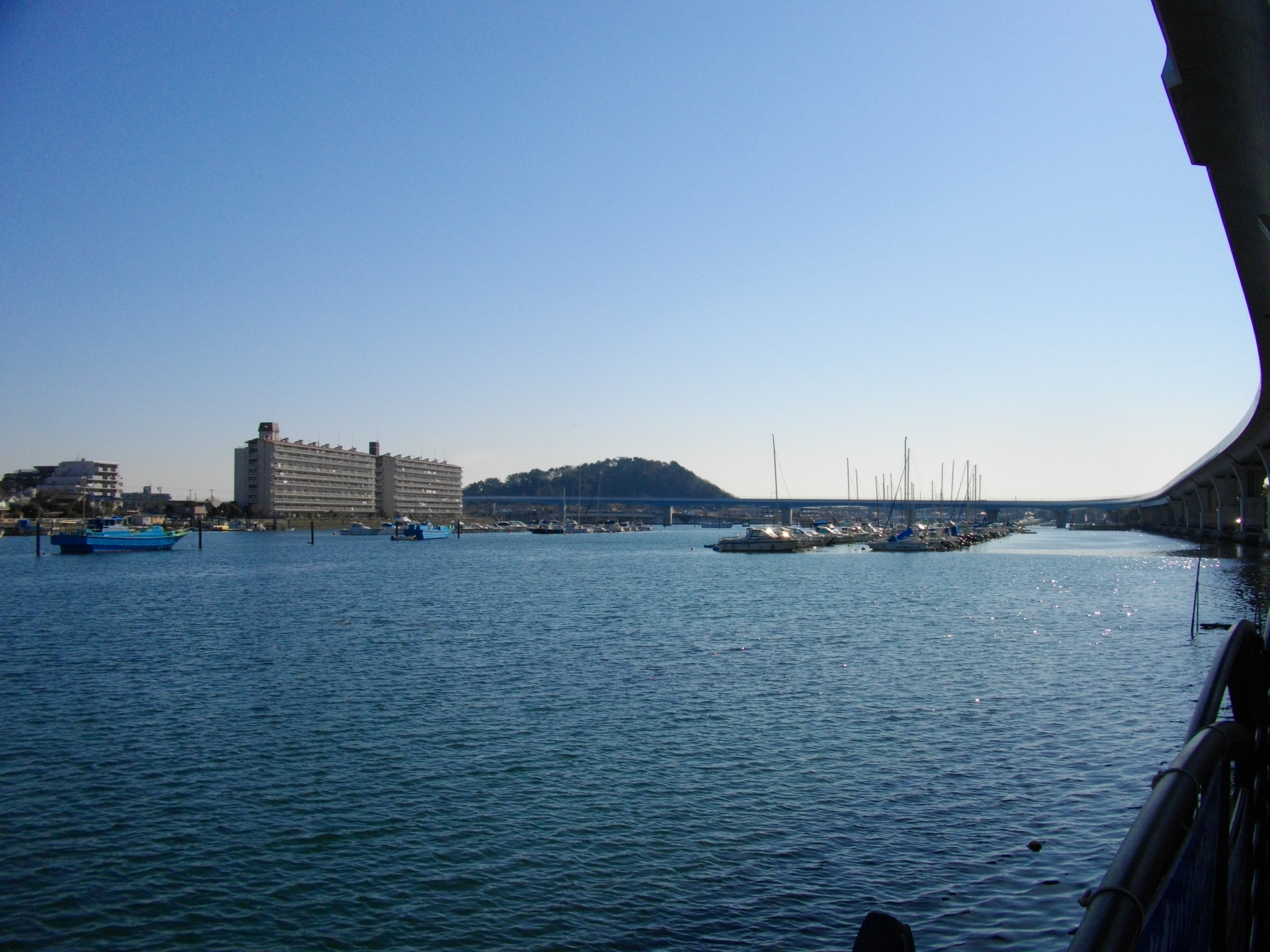
湾奥から湾口方面を望む
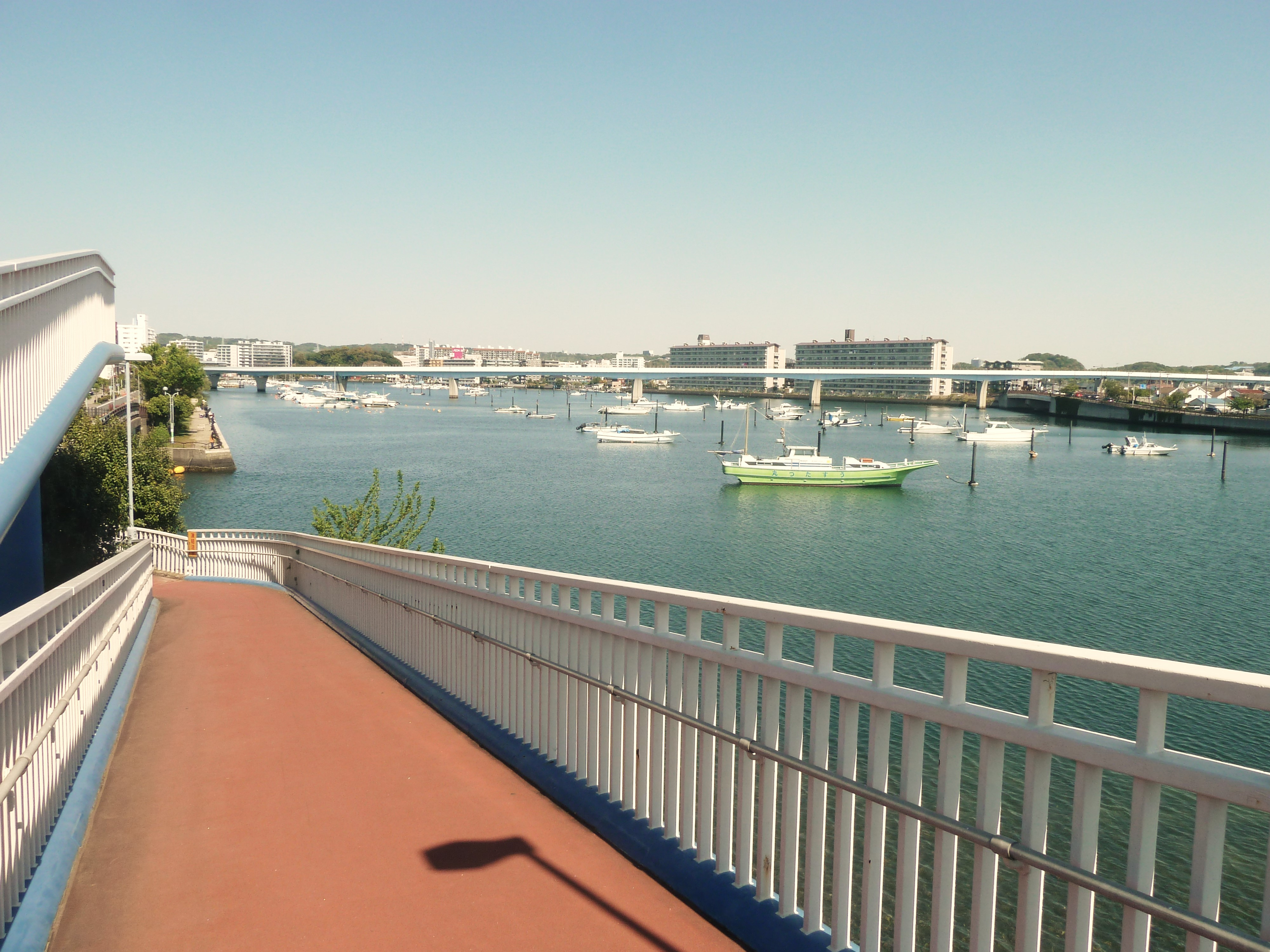
侍従川河口付近から湾奥方面を望む
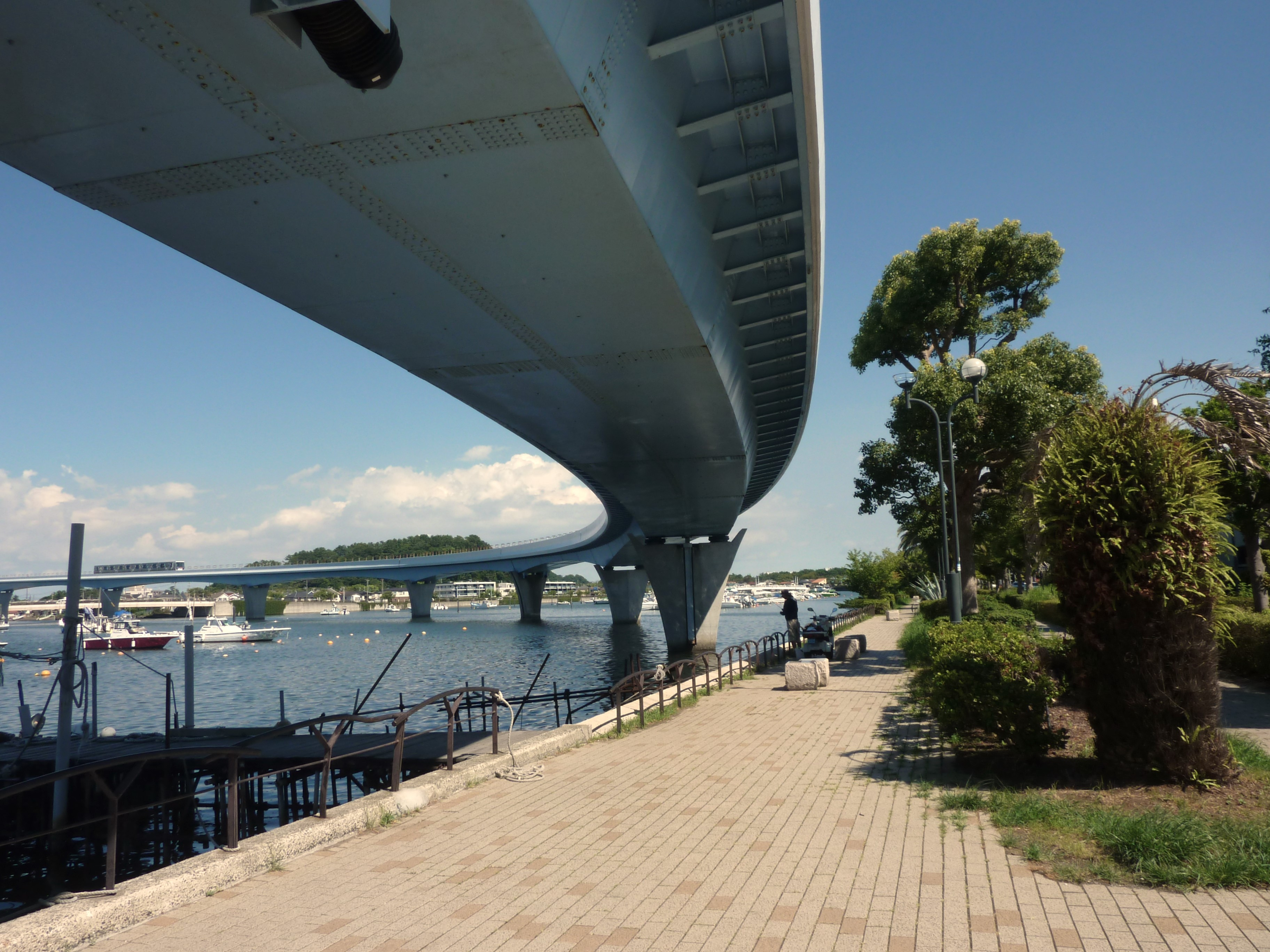
湾の南岸は遊歩道が整備されている
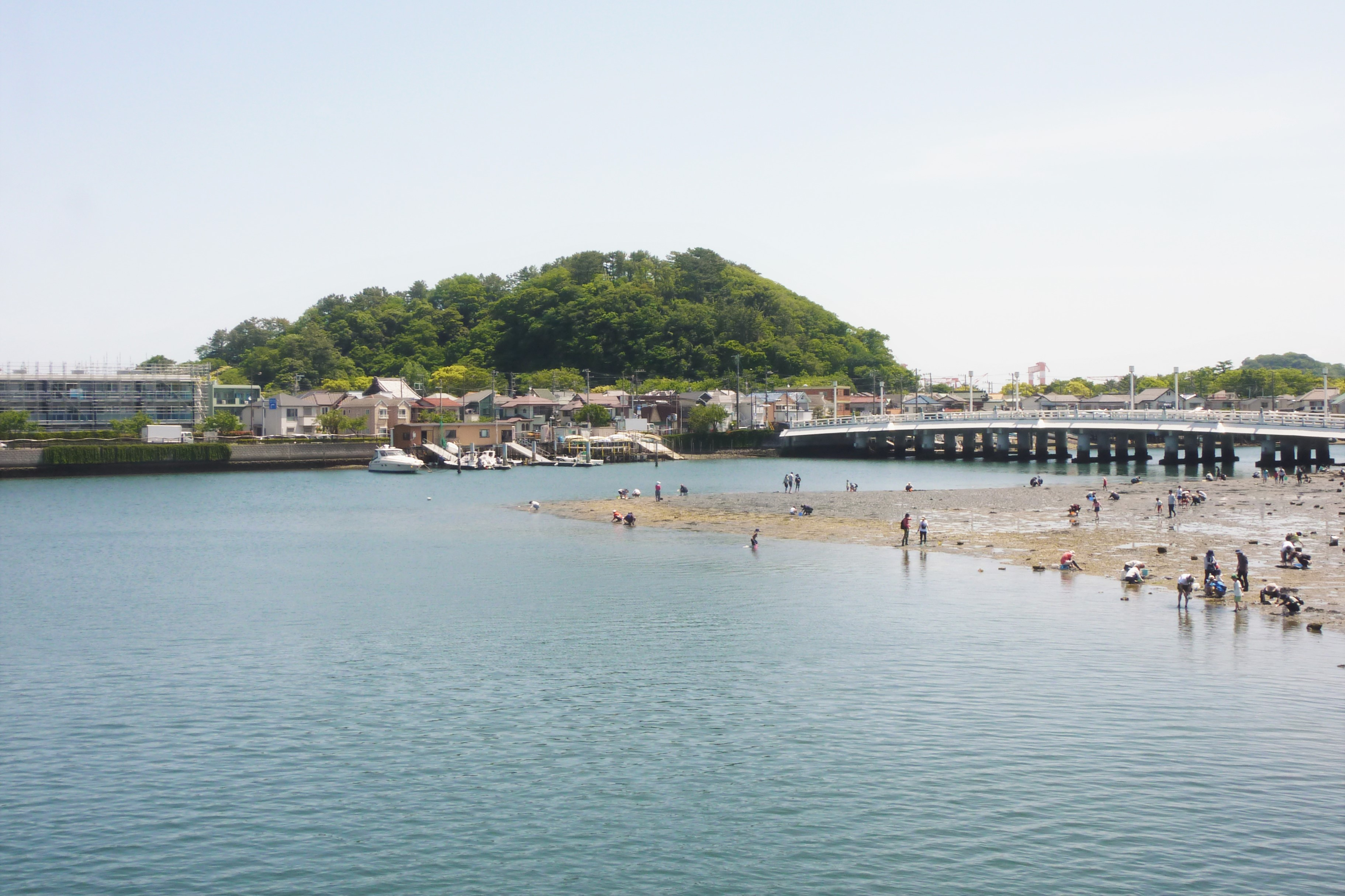
平潟湾と野島

## 位置情報
- 北緯35度19分43秒 東経139度37分41秒 / 北緯35.32861度 東経139.62806度
- 横須賀［北西］ - 地理院地図
- 平潟湾 - Google マップ